# Marius Jolivet
Pour les articles homonymes, voir Jolivet.
Marius Jolivet, né le 21 octobre 1906 à Saint-Étienne et mort le 25 mars 1964 à Collonges-sous-Salève (Haute-Savoie), est un prêtre catholique séculier français.

## Biographie
Né à Saint-Étienne, d'un père ouvrier métallurgiste de Scionzier, hauts savoyards, venu travailler à Saint-Étienne, et qui rentrera malade en 1908, et s'installe en 1911, à Chevrier, village natal de son épouse, où il décède quatre ans plus tard. Marius est élève au collège Sainte-Marie de la Roche-sur-Foron. C'est sur les incitations de sa mère qu'il entre au séminaire. Il est ordonné prêtre le 20 décembre 1930. Il devient alors enseignant au petit séminaire de Thonon-les-Bains. Malade, il se voit contraint d'accepter un poste plus en rapport avec son état de santé, et devient en 1933 aumônier du préventorium du Christomet, à Megève. En juin 1934, rétabli, il est nommé à la cure de Faucigny.
Le 4 août 1941, il prend possession de la cure de Collonges-sous-Salève. Et il est ravi d'être en poste dans une paroisse si proche de la frontière. Il y voit la « main de Dieu ». Il a 36 ans et va s'engager à fond dans l'action. À partir de 1943, René Nodot, qui est le responsable du service social des étrangers assure avec son oncle Félix Petit, instituteur laïque et ancien maire destitué de Saint-Julien-en-Genevois, les liaisons avec Camille Folliet, vers Lyon et avec la sœur Neyrand de Saint-Vincent-de-Paul, et Jeanne Lavergnat et son époux Arthur Lavergnat, il va installer alors sa filière d'évasion. De surcroît, il est la boîte aux lettres de Allen Dulles, chef de l'Office of Strategic Services pour l'Europe, qui a comme couverture un poste d'attaché d'ambassade à Berne. Il est également agent du réseau Ajax. En 1941, il fait passer en Suisse Xavier de Gaulle, alors malade, frère du général. En avril 1943, il accompagne personnellement la petite Éva Stein rejoindre sa mère en Suisse, après que la Résistance ait pu la faire échapper de prison à la suite du suicide de son père dans cette geôle. Cette famille venait de Hambourg.
En novembre 1943, l'abbé Henri Grouès, alias abbé Pierre, lui confie le passage en Suisse de la famille de Jacques de Gaulle. Parmi les passeurs de la région, on compte avec lui l'abbé Jean Rosay et Gilbert Pernoud, prêtre enseignant. Il diffuse également les cahiers du Témoignage chrétien et transmet les courriers entre son fondateur Pierre Chaillet, dont le nom de plume est Testis et qui se cache sous le nom de Prosper Charlier, et  Louis Cruvillier qui a trouvé refuge en Suisse en octobre 1942.

C'est avec la complicité des habitants du village qu'il a pu faire passer en Suisse des centaines de femmes, d'enfants et de vieillards juifs.
À la fin de la guerre, pensant être découvert, il ne couche plus au presbytère, mais caché dans une annexe de l'orphelinat des Filles de la Charité, ce qui aura par ailleurs des répercussions sur sa santé. L'institution dirigée par la sœur Neyrand s'investit et collabore pleinement avec l'abbé. Homme très discret, ses actions sont d'une grande efficacité. Recevant quinze enfants juifs d'Annecy, emmenés par Colette Dufournet, membre de la JOC féminine, il les loge chez les frères capucins, et le lendemain tout le monde est à Saint-Julien où ils sont interpellés par les gendarmes. Prévenu, l'abbé Jolivet envoie l'avocat Maître Roch et une autre personne qui parviennent à les faire libérer puis à leur faire franchir rapidement la frontière. Le compositeur Léon Algazi figure parmi les personnes ayant gagné la Suisse grâce à ses soins.
Il fait un séjour au sanatorium de Praz Coutant entre 1945 et 1947, et reprend son activité paroissiale à Collonges-sous-Salève.
Il meurt en 1964, certainement des suites des maltraitances de la guerre[réf. nécessaire].

## Distinctions
- Médaille de la reconnaissance française.
- Reconnu, à titre posthume, Juste parmi les nations par Yad Vashem le 6 novembre 1986[5].

## Hommages
- Une plaque commémorative est apposée depuis le 24 mai 1987 sur la façade de la salle « Marius Jolivet » qui jouxte l'église de Collonges-sous-Salève.
- Le complexe omnisports de Collonges-sous-Salève porte son nom.